# Línea Newark–World Trade Center

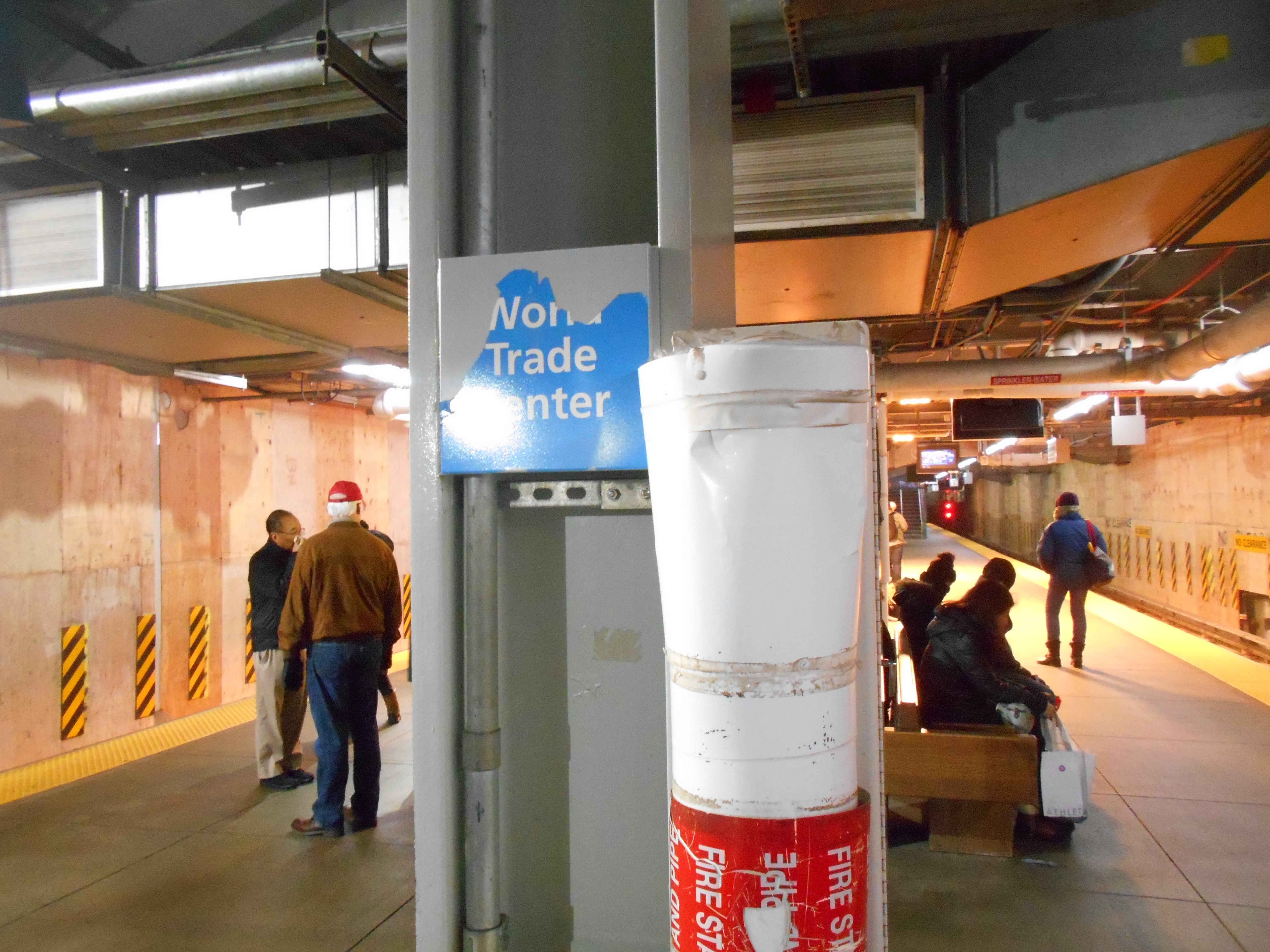
Newark-World Trade Center PATH

Newark–World Trade Center es un servicio de tránsito rápido operado la Autoridad Portuaria Trans-Hudson (PATH, por su sigla en inglés) en la región Nordeste de Estados Unidos. Está coloreado en rojo en el mapa del servicio PATH y los trenes en este servicio muestran luces indicadoras rojas. Este servicio opera desde la Estación Pensilvania en Newark (Newark Penn) a través de Downtown Hudson Tubes hasta el World Trade Center en el Lower Manhattan (Nueva York). Funciona las 24 horas del día, se extiende 14 km, que se recorren en 22 1⁄2 minutos.
Gran parte del tramo Newark-Jersey City del servicio está muy cerca del Corredor Noreste utilizado por los trenes interurbanos de Amtrak y los trenes de cercanías de NJ Transit; la ruta cruza el Newark Dock Bridge utilizado por trenes interurbanos y de cercanías que viajan entre Newark y Nueva York. Por estas razones, PATH se considera legalmente como un tren de cercanías bajo la jurisdicción de la Administración Federal de Ferrocarriles, aunque ha operado durante mucho tiempo como un sistema de tránsito rápido. Esta es la única ruta PATH con secciones significativas sobre el suelo; el tramo Newark-Jersey City opera en vías elevadas, en cortes abiertos o al nivel del suelo.

## Historia

### Operada por la Hudson and Manhattan Railroad
El servicio Newark-World Trade Center se originó como el servicio Grove Street-Hudson Terminal operado por Hudson and Manhattan Railroad (H&M). Comenzó a operar entre Grove Street en Jersey City y la Hudson Terminal en Manhattan, a partir del 6 de septiembre de 1910. : 3 La línea se extendió a Manhattan Transfer en Harrison el 1 de octubre de 1911, y luego a Park Place en Newark el 26 de noviembre de ese año. Una parada en Summit Avenue (ahora Journal Square), ubicada entre Grove Street y Manhattan Transfer, abrió el 14 de abril de 1912 como una estación de relleno en la línea Newark-Hudson Terminal. : 7 Otra estación de relleno en Harrison abrió el 6 de marzo de 1913.
En junio de 1937, se cerró el ramal a la estación Park Place y la línea de la terminal Newark-Hudson se desvió a Newark Penn. La estación de transferencia de Manhattan también se cerró y se reubicó la estación de Harrison.

### Operada por la Autoridad Portuaria Trans-Hudson
H&M fue reemplazada por la Autoridad Portuaria Trans-Hudson (PATH, por su sigla en inglés) en 1962. La estación Hudson Terminal fue reemplazada por la estación World Trade Center en 1971 durante la construcción del World Trade Center.
El 29 de abril de 1996, tres viajes cada día de la semana comenzaron a funcionar exprés en el servicio Newark-World Trade Center, lo que redujo el tiempo de funcionamiento en 3 1⁄2 minutos. El servicio exprés se saltó todas las paradas intermedias y corrió solo por la mañana hacia el World Trade Center. El 27 de octubre de 1996, el servicio expreso Newark-World Trade Center se hizo permanente.
Cuando la estación del World Trade Center fue destruida en los ataques del 11 de septiembre, que también requirieron el cierre de Exchange Place, el servicio en la línea Newark-World Trade Center tuvo que cambiarse. Los días de semana, los trenes circulaban entre Newark Penn y la calle 33 o la Terminal Hoboken. Los fines de semana, los trenes circulaban entre la estación Newark Penn y la calle 33 con la Terminal Hoboken como parada provisional. El servicio expreso fue suspendido indefinidamente. Durante las horas de la noche todos los días, los trenes circulaban entre Newark y la calle 33 a través de Hoboken y era la única sucursal que operaba en PATH durante ese tiempo. Cuando Exchange Place reabrió el 29 de junio de 2003, el servicio funcionaba entre Newark y esa estación todos los días durante todo el día. El servicio al World Trade Center se restableció el 23 de noviembre cuando se inauguró la estación temporal. Sin embargo, el servicio expreso nunca se restableció.
Después de que el huracán Sandy inundó el sistema PATH en octubre de 2012, se suspendió el servicio en la línea. Durante la mayor parte de noviembre, los trenes circularon entre Newark Penn Station y 33rd Street. La línea Journal Square–Calle 33 se amplió temporalmente para cubrir el servicio en la línea Newark–World Trade Center. El servicio limitado solo entre semana en la línea se reanudó el 26 de noviembre de 2012, pero el servicio completo no se restablecería hasta principios de 2013. A partir del 5 de enero de 2019, el servicio en la línea Newark-World Trade Center entre Exchange Place y World Trade Center se suspendería durante casi todos los fines de semana hasta al menos 2020 por reparaciones relacionadas con Sandy en Downtown Hudson Tubes, excepto los fines de semana festivos. Los pasajeros que deseen viajar a la ciudad de Nueva York desde Newark durante este tiempo deben hacer transbordo al servicio Journal Square–33rd Street (a través de Hoboken) en Journal Square o Grove Street. Sin embargo, el servicio de fin de semana se restableció en junio de 2020, seis meses antes de lo previsto.
En junio de 2019, la Autoridad Portuaria dio a conocer el Plan de Mejora de PATH. Como parte del plan, cada tren en la ruta NWK-WTC constará de trenes de 9 vagones, y la Autoridad Portuaria estudiaría propuestas para ampliar los conjuntos de trenes NWK-WTC a 10 vagones. Para lograr esto, la plataforma en Grove Street se ampliará en Marin Blvd. final de la estación. Los alargamientos de trenes, combinados con la instalación de control de trenes basado en comunicaciones y la entrega de material rodante adicional, podrían aumentar la capacidad NWK-WTC hasta en un 40 %.

### Ampliación del aeropuerto de Newark
El 4 de febrero de 2014, la Autoridad Portuaria propuso un plan capital de 10 años que incluía una extensión de PATH 5 km al suroeste desde Newark Penn Station hasta el Aeropuerto Internacional Newark Liberty, después de un estudio de casi dos años. La Junta de Comisionados aprobó el Plan Capital, incluida la ampliación del aeropuerto, el 19 de febrero de 2014. Los planes requieren que la extensión siga la Línea del Corredor Noreste existente utilizada por Amtrak y NJ Transit hasta la estación del Aeropuerto Internacional Newark Liberty, donde los pasajeros pueden conectarse al sistema de monorriel del aeropuerto AirTrain Newark.

## Lista de estaciones
| Estación           | Horario     | Transferencias         | Accesibilidad              |
| ------------------ | ----------- | ---------------------- | -------------------------- |
| Nueva Jersey       |             |                        |                            |
| Newark             | todo el día |                        | Acceso para discapacitados |
| Harrison           | todo el día |                        |                            |
| Journal Square     | todo el día | JSQ–33JSQ–33 (vía HOB) | Acceso para discapacitados |
| Calle Grove        | todo el día | JSQ–33JSQ–33 (vía HOB) |                            |
| Exchange Place     | todo el día | HOB–WTC                | Acceso para discapacitados |
| Manhattan          |             |                        |                            |
| World Trade Center | todo el día | HOB–WTC                | Acceso para discapacitados |